# George Vernot
George Edward Vernot (* 27. Februar 1901 in Montreal; † 22. November 1962 ebenda) war ein kanadischer Schwimmer.
Vernot gewann erstmals 1919 drei kanadische nationale Schwimmtitel. Auch im Folgejahr konnte er zwei dieser gewinnen und sicherte sich somit die Qualifikation für die Olympischen Spiele im selben Jahr in Antwerpen. In Belgien erreichte er über 100 m Freistil das Halbfinale, über 400 m Freistil gewann er Bronze und über 1500 m Freistil errang er die Silbermedaille. Auch vier Jahre später nahm er erneut an den Olympischen Spielen teil. In Paris war er Teilnehmer der Wettbewerbe über 400 m und 1500 m Freistil und erreichte jeweils das Halbfinale.
Nach seiner Karriere als Schwimmer studierte er an der McGill University Bauingenieurwesen und schloss dieses Studium 1926 ab. Später arbeitete er für die Stadt Montreal und wurde dort 1948 Vorsitzender des Beirats. 1969 wurde ein Park in Montreal zu seinen Ehren benannt.